# Garage Babes
Série
Bricol' Girls
(1999)
Pour plus de détails, voir Fiche technique et Distribution.
Garage Babes, réalisé par Julien Pelgrand et produit par Chez Wam, est un film français comique et instructif.

## Synopsis
Trois jeunes femmes jolies tombent en panne dans un désert semblable à ceux du sud des États-Unis. Grâce à une voix off, elle réparent provisoirement leur voiture pour se rendre au garage le plus proche.
Garage Babes est un film qui donne des leçons de mécaniques illustrées par les démonstrations des trois « Garage Babes ». Il fait suite aux Bricol' Girls d'Alain Chabat (1999) et aux Kitchendales de Chantal Lauby (2000).

## Fiche technique
- Réalisation et scénario : Julien Pelgrand
- Photographie : Mathias Boucard
- Musique : Dadoo et Franck Lebon
- Décors : Christian Maury
- Costume : Hadjira Ben Rahou
- Montage : Mikael Zakine, Vincent Tabaillon avec Walter Mauriot et Julien Pelgrand
- Producteur : Amandine Billot, Alain Chabat et Christine Rouxel
- Pays d'origine :  France
- Genre : Comédie
- Langue : français
- Durée : 50 minutes
- Date de sortie : France : 14 décembre 2007

## Distribution
Les « Garages Babes » :
- Julieta : Carla Lima
- Diane : Ornella Verrecchia
- Megane : Beatrice Sagne

- La Voix off/le cacou : Alain Chabat
- Hamidou : Omar Sy
- Le Patron : Fred Testot
- Le bagnard : Joeystarr